# 臺中市公車路線廢線列表
本列表列出自1958年開始起，臺中市公車至今已停駛、併入其他路線或改號的路線。

## 市區公車路線
- 標示*1、*2...等表示不同時間開築的相同號碼路線。
- 紅字為已停駛、合併或改號之路線，藍字為復駛或客運之間轉讓前之路權相同的路線，綠字路線表示這條路線與現存路線之號碼相同，路權不同。
- 2009年以前，台中市公車編碼為100以上之路線為公路客運，已經停駛的路線也一併顯示在市區公車之範圍內。

### 一般路線
| 路線號碼    | 取消前之最後營運區間                         | 經營業者                     | 取消狀況 |
| ----------- | -------------------------------------------- | ---------------------------- | --- |
| 1           | 仁友東站－中臺科技大學                       | 仁友客運                     | 2013年6月1日轉讓中台灣客運營運 |
| 2           | 仁友東站－亞哥花園                           | 仁友客運                     | 2007年1月1日停駛 |
| 3           | 七張犁－中興大學                             | 仁友客運                     | 停駛（日期不明） |
| 6           | 仁友東站－大雅電信局                         | 仁友客運                     | 2006年6月26日停駛 |
| 7           | 仁友東站－臺中一中－臺中小鎮                 | 仁友客運                     | 停駛（約2005年左右） |
| 9 *1        | 仁友東站－黎明新村－烏日啤酒廠               | 仁友客運                     | 停駛（日期不明） |
| 105 *1→ 9副 | 綠川東站－忠義新村（忠義里）                 | 台中客運                     | 2005年9月1日與145路合併後改號9 2011年2月14日9路被分成忠義里（9副）和清水高中（9）兩條路線 2011年5月1日改號6                                         |
| 145→ 9 *2   | 公共資訊圖書館－三田國小                     | 台中客運                     | 2005年9月1日與105路合併後改號9， 2011年2月14日9路被分成忠義里（9副）和清水高中（9）兩條路線 2022年7月1日起改號為500（公共資訊圖書館－臺中國際機場） |
| 10          | 仁友東站－知高－嶺東學院                     | 仁友客運                     | 2006年6月26日停駛 |
| 11          | 朝馬轉運站－臺中看守所                       | 仁友客運                     | 2007年1月1日停駛 |
| 12          | 太原車站－大智公園                           | 仁友客運                     | 停駛（約2005年左右） |
| 16          | 臺中刑務所演武場－大坑(三貴城)－民德橋       | 台中客運                     | 2016年8月1日與21、31整併為21 |
| 17          | 仁友東站－樂成公園－臺中小鎮                 | 仁友客運                     | 停駛（約2005年左右） |
| 18          | 大智喬城路口－統聯朝馬轉運站                 | 阿羅哈客運→ 統聯客運         | 2013年3月1日轉讓統聯客運營運 2023年12月16日停駛。                                                                                                   |
| 19 *1       | 仁友東站－朝馬－黎明新村                     | 仁友客運                     | 停駛（日期不明） |
| 19 *2       | 慈濟醫院－旱溪－國立臺灣美術館               | 仁友客運                     | 2022年12月1日轉讓中鹿客運代駛 |
| 20          | 仁友東站－慈濟醫院                           | 仁友客運                     | 2013年6月1日轉讓中台灣客運營運 |
| 21          | 臺中刑務所演武場－貴城山莊                   | 仁友客運                     | 2019年10月9日轉讓中鹿客運營運 |
| 22          | 仁友東站－植物園－僑光科技大學               | 仁友客運                     | 2011年12月5日停駛 |
| 25          | 仁友東站－一中商圈－僑光科技大學             | 仁友客運                     | 2013年6月1日轉讓中台灣客運營運 |
| 28          | 仁友東站－十九甲                             | 仁友客運                     | 停駛（日期不明） |
| 29          | 仁友東站－逢甲商圈－嶺東科技大學             | 仁友客運                     | 2013年6月1日轉讓台中客運營運 |
| 30          | 中台新村－第一廣場－中台新村                 | 仁友客運                     | 2022年12月1日轉讓中鹿客運代駛，2024年7月1日接駛 |
| 31          | 公共資訊圖書館－中興嶺                       | 仁友客運→ 中台灣客運         | 2013年6月1日轉讓中台灣客運營運 2016年8月1日與16、21整併為21                                                                                         |
| 32          | 大鵬新城－東英二街長福路口                   | 仁友客運                     | 2022年12月1日轉讓中鹿客運代駛，2024年10月1日接駛 |
| 34          | 綠川東站－陸光九村                           | 台中客運                     | 2006年6月26日停駛 |
| 36          | 仁友東站－水湳－陸光七村－東海大學           | 仁友客運                     | 2006年6月26日停駛 |
| 37          | 仁友東站－頂林厝(橫山)                       | 仁友客運                     | 2013年6月1日轉讓中台灣客運營運 |
| 38          | 仁友東站－臺中都會公園                       | 仁友客運                     | 2006年6月26日停駛 |
| 39 *1       | 仁友東站－新庄村                             | 仁友客運                     | 停駛（日期不明） |
| 39 *2       | 高鐵臺中站－立新國小                         | 南投客運                     | 2020年11月1日轉讓建明客運營運 |
| 40          | 仁友東站(干城站)－中台新村                   | 仁友客運→ 豐榮客運→ 中鹿客運 | 2013年4月29日轉讓豐榮客運營運 2021年8月28日轉讓中鹿客運營運 2024年7月1日改號30副（與30路整合）                                                      |
| 42          | 嶺東學院(少年觀護所)－中科友達               | 仁友客運                     | 2007年1月1日停駛 |
| 43          | 綠川東站－勤益技術學院                       | 仁友客運                     | 停駛（日期不明） |
| 45          | 干城站－中科管理局---中科實中                | 仁友客運                     | 2018年12月16日轉讓中鹿客運營運 |
| 46          | 仁友東站－逢甲大學－八張犁                   | 仁友客運                     | 停駛（日期不明） |
| 48          | 興大附農－臺中工業區－仁友停車場             | 仁友客運→ 豐榮客運           | 2013年6月1日轉讓豐榮客運營運 2023年10月1日轉讓巨業交通營運並改號328                                                                                 |
| 49          | 老虎城－協和國小分校                         | 台中客運                     | 2023年10月1日停駛。 |
| 51          | 仁友東站－廍仔坑                             | 仁友客運                     | 停駛（約2005年左右） |
| 52          | 中興大學－中興大學（忠明進化建成線）         | 彰化客運→ 仁友客運           | 2015年10月1日轉讓仁友客運營運 2019年10月9日轉讓中鹿客運營運                                                                                         |
| 53          | 太原車站－文心路 －省議會                    | 統聯客運                     | 2021年4月26日將路線一分為二，北段裁切為綠2（太原車站－捷運文心森林公園站）、南段為綠3（臺中市議會－省議會）                                         |
| 55 *1       | 臺中火車站－勤益技術學院                     | 仁友客運                     | 停駛（日期不明） |
| 55 *2       | 地方法院－豐原                               | 豐原客運                     | 2022年7月1日起55改號為900 |
| 88副→ 57    | 新民高中－梧棲觀光漁港                       | 台中客運                     | 2011年5月1日改號57 2015年7月8日改號307 |
| 59          | 仁友東站—黎明新村（經五權西路）              | 仁友客運                     | 停駛（約2005年左右） |
| 60          | 綠川東站－亞哥花園                           | 台中客運                     | 停駛（約2003年左右） |
| 61          | 仁友東站－大雅                               | 仁友客運                     | 2008年1月10日停駛。同年7月1日由統聯客運接駛營運 |
| 66          | 經補庫停車場－大坑－經補庫停車場             | 台中客運→ 仁友客運           | 2006年12月1日無預警停駛，由仁友客運接駛。後仁友客運停駛（日期待查），現由台中客運營運                                                               |
| 67          | 秀泰影城－東海街口                           | 巨業交通→ 東南客運           | 2012年10月7日轉讓東南客運營運 2021年1月5日轉讓中鹿客運營運                                                                                          |
| 68          | 鹿寮國中－中臺科技大學－新桃花源橋           | 巨業交通→ 四方客運           | 2018年12月1日轉讓四方客運營運 2023年10月17日轉讓中鹿客運代駛，2024年8月30日接駛，並變更區間為（精武車站－捷運四維國小站）                           |
| 69繞        | 龍潭里－臺中國際機場                         | 台中客運                     | 2023年12月16日與357線整併，直行東大路二段（原清泉路）                                                                                               |
| 71          | 臺中洲際棒球場－植物園                       | 台中客運                     | 2023年8月1日停駛 |
| 72          | 嶺東科技大學－慈濟醫院                       | 仁友客運                     | 2013年4月29日轉讓台中客運營運 |
| 83          | 沙鹿（鹿寮國中）－新民高中                   | 統聯客運                     | 2015年7月8日與藍12整併，改號303 |
| 83夜        | 臺中火車站－統聯轉運站                       | 統聯客運                     | 2011年9月1日合併為86，再於2015年7月8日改號326，並變更區間為（新民高中－靜宜大學）                                                                   |
| 86          | 新民高中－東海別墅－龍井                     | 統聯客運                     | 2015年7月8日改號301，並且延伸至靜宜大學，夜間行駛慢車道為326                                                                                        |
| 83副 → 87   | 關連工業區---臺中港旅客服中心－新民高中      | 統聯客運                     | 2011年9月1日改號87 2014年7月28日改號藍13，並變更區間為（文心森林公園－關連工業區）。 2015年7月8日改號308，並變更區間為(新民高中－關連工業區)        |
| 88*1        | 新民高中－沙鹿（鹿寮國中）                   | 台中客運                     | 2015年7月8日與藍7整併，改號304 |
| 88*2        | 國安社區（宜寧中學）－麗園公園               | 四方客運                     | 2023年10月17日轉讓中鹿客運代駛，2024年2月16日接駛                                                                                                   |
| 89          | 嶺東學院－東門橋                             | 仁友客運→ 豐榮客運           | 2007年1月1日停駛；同年5月1日復駛 2013年6月1日轉讓豐榮客運營運 2021年8月28日轉讓中鹿客運營運                                                         |
| 90副        | 豐原車站－和平衛生所－谷關                   | 豐原客運                     | 2014年7月1日停駛 |
| 97          | 苑裡高中－臺中國際機場                       | 東南客運                     | 2022年11月1日轉讓台中客運代駛，2024年9月1日接駛 |
| 98          | 舊庄－普濟寺                                 | 東南客運                     | 2022年11月1日轉讓中台灣客運代駛，2023年8月21日接駛                                                                                                  |
| 98繞        | 舊庄－大華國中－普濟寺                       | 東南客運                     | 2022年11月1日轉讓中台灣客運代駛，2023年8月21日接駛                                                                                                  |
| 99          | 莒光新城－嶺東科技大學                       | 彰化客運                     | 2018年8月1日轉讓中鹿客運營運，並變更區間為（精武車站－莒光新城－嶺東科技大學）                                                                      |
| 100         | 豐原（北陽停車場）－豐東路－亞洲大學安藤館   | 台中客運                     | 2017年8月24日將路線一分為二，南段裁切為201路（亞洲大學安藤館－新民高中）、北段為901路（豐原－豐東路－明德高中）                                     |
| 100副       | 豐原（北陽停車場）－豐原大道－亞洲大學安藤館 | 台中客運                     | 2017年8月24日將路線一分為二，南段裁切為201路（亞洲大學安藤館－新民高中）、北段為901副（豐原－豐原大道－明德高中）                                   |
| 102 *1      | 水湳－中友百貨－彰化                         | 台中客運                     | 2008年7月1日改號82，並從彰化縮線至高鐵臺中站。 |
| 102 *2      | 干城站－沙鹿                                 | 台中客運                     | 2022年7月1日起改號100，並變更區間為（新民高中－高鐵臺中站）                                                                                         |
| 103         | 坪頂－光復新村                               | 台中客運                     | 2008年11月10日停駛 |
| 105 *2      | 四張犁國小－龍井（龍山國小）                 | 仁友客運                     | 2018年12月23日轉讓中鹿客運營運 |
| 106         | 臺中火車站－臺中區監理所                     | 台中客運                     | 2014年7月28日改號藍9，並變更區間為（僑光科技大學－臺中區監理所）                                                                                    |
| 108         | 新民高中－大臺中山莊                         | 台中客運                     | 2008年11月10日停駛 |
| 109         | 綠川東站－水湳－大雅鄉公所                   | 台中客運                     | 停駛（約2005年左右） |
| 111         | 清水車站－臺中港旅客服務中心                 | 巨業交通                     | 2024年6月7日起111與688路調整，111路改號為688 |
| 115         | 臺中火車站－臺中航空站（機場快捷公車）       | 台中客運                     | 2015年4月1日停駛 |
| 123         | 慈濟醫院－梧棲觀光漁港                       | 仁友客運                     | 2018年12月9日轉讓中鹿客運營運 |
| 125         | 僑光科技大學－高鐵臺中站                     | 仁友客運→ 中台灣客運         | 2013年6月1日轉讓中台灣客運營運，2017年8月1日與37路整併                                                                                              |
| 129         | 綠川東站－水湳－民生路                       | 台中客運                     | 停駛（約2005年左右） |
| 135         | 僑光技術學院－中山醫學院                     | 台中客運                     | 2004年1月1日與35（僑光技術學院－臺中火車站）合併後改號35                                                                                            |
| 136         | 民俗公園（崇德國中）－立仁橋                 | 台中客運                     | 2008年11月10日停駛 |
| 138         | 一中街－大里                                 | 台中客運                     | 停駛（約2006年左右） |
| 88區 → 146  | 新民高中－遠東街---臺中都會公園              | 台中客運                     | 2011年4月18日改號146，原新莊里的端點廢除 2014年7月28日改號藍10，並變更區間為（大慶火車站－臺中都會公園）                                            |
| 147         | 臺中車站－東海別墅－大肚火車站               | 台中客運                     | 2014年7月28日改號藍11，並變更區間為（嶺東科技大學－大肚火車站）                                                                                     |
| 150 *1      | 巨業臺中站─大雅─清水（經臺10乙線）           | 巨業交通                     | 2012年7月1日遭市府收路權 原為公路客運移撥為市公車，因僅提供特定對象服務，未依規限期於沿線設站載客，而遭收路權                                       |
| 150 *2      | 臺中航空站－嶺東高中                         | 中台灣客運                   | 2015年7月8日改號302，且原（嶺東高中－朝馬轉運站）之區間則改號358                                                                                    |
| 151         | 文華高中─梧棲─清水（經臺12線）               | 巨業交通                     | 2012年7月1日遭市府收路權 原為公路客運移撥為市公車之學專公車，因僅提供特定對象服務，未依規限期於沿線設站載客，而遭收路權                             |
| 151副       | 新市政中心─高鐵臺中站─亞洲大學安藤館         | 中台灣客運                   | 2016年9月1日起與151路主線整併為151（新市政中心－高鐵臺中站－亞洲大學安藤館－朝陽科技大學）                                                          |
| 152 *1      | 麻園頭－成功嶺                               | 台中客運                     | 停駛（約2005年左右） |
| 152 *2      | 大甲高工─清水─沙鹿                           | 巨業交通                     | 2012年7月1日遭市府收路權 原為公路客運移撥為市公車之學專公車，因僅提供特定對象服務，未依規限期於沿線設站載客，而遭收路權                             |
| 153         | 大甲高工─梧棲─沙鹿                           | 巨業交通                     | 2012年7月1日遭市府收路權 原為公路客運移撥為市公車之學專公車，因僅提供特定對象服務，未依規限期於沿線設站載客，而遭收路權                             |
| 154         | 文華高中─大甲                                | 巨業交通                     | 2012年7月1日遭市府收路權 原為公路客運移撥為市公車之學專公車，因僅提供特定對象服務，未依規限期於沿線設站載客，而遭收路權                             |
| 155         | 大甲高工─清水                                | 巨業交通                     | 2012年7月1日遭市府收路權 原為公路客運移撥為市公車之學專公車，因僅提供特定對象服務，未依規限期於沿線設站載客，而遭收路權                             |
| 156         | 致用高中─梧棲農會                            | 巨業交通                     | 2012年7月1日遭市府收路權 原為公路客運移撥為市公車之學專公車，因僅提供特定對象服務，未依規限期於沿線設站載客，而遭收路權                             |
| 157         | 致用高中─龍海國小─田中村                     | 巨業交通                     | 2012年7月1日遭市府收路權 原為公路客運移撥為市公車之學專公車，因僅提供特定對象服務，未依規限期於沿線設站載客，而遭收路權                             |
| 158         | 致用高中─龍海國小                            | 巨業交通                     | 2012年7月1日遭市府收路權 原為公路客運移撥為市公車之學專公車，因僅提供特定對象服務，未依規限期於沿線設站載客，而遭收路權                             |
| 159         | 致用高中─北堤                                | 巨業交通                     | 2012年7月1日遭市府收路權 原為公路客運移撥為市公車之學專公車，因僅提供特定對象服務，未依規限期於沿線設站載客，而遭收路權                             |
| 160         | 致用高中─大庄                                | 巨業交通                     | 2012年7月1日遭市府收路權 原為公路客運移撥為市公車之學專公車，因僅提供特定對象服務，未依規限期於沿線設站載客，而遭收路權                             |
| 161         | 致用高中─追分                                | 巨業交通                     | 2011年6月1日經市府審核尚未通過，並未移撥至台中市公車 此路線原編碼為6375路，已於2012年4月9日停駛                                                     |
| 162         | 沙鹿國中─茄投                                | 巨業交通                     | 2011年6月1日經市府審核尚未通過，並未移撥至台中市公車 此路線原編碼為6376路，已於2012年5月16日停駛                                                    |
| 166 *1      | 僑光科技大學─梧棲─清水                       | 巨業交通                     | 2011年6月1日經市府審核尚未通過，並未移撥至台中市公車 此路線原編碼為6379路，已於2013年3月18日停駛                                                    |
| 166 *2      | 臺中高工－王田－沙鹿                         | 巨業交通                     | 2018年12月1日停駛 |
| 167         | 僑光科技大學－大甲                           | 巨業交通                     | 2018年12月1日停駛 |
| 168         | 巨業臺中站－鹿寮－大甲                       | 巨業交通                     | 2015年7月8日與藍6整併，改號為305 |
| 169         | 巨業臺中站－梧棲－清水                       | 巨業交通                     | 2015年7月8日改號306 |
| 170         | 大甲體育場－臺中港旅客服務中心               | 豐原客運                     | 2024年7月15日轉讓睿奕交通營運並改號679 |
| 171         | 大甲體育場－大安港                           | 豐原客運                     | 2024年2月1日停駛 |
| 172         | 大甲－海墘－五甲港－永安                     | 豐原客運                     | 2024年2月1日轉讓睿奕交通營運，改號為市民小巴1 |
| 173         | 大甲－海墘－安田                             | 豐原客運                     | 2013年2月1日與原172整併為172（大甲－海墘－五甲港－永安）                                                                                            |
| 175         | 沙鹿－茄投尾                                 | 巨業交通                     | 2015年12月1日與176、177整併為677 |
| 176         | 沙鹿－龍井奉天宮                             | 巨業交通                     | 2015年12月1日與175、177整併為677 |
| 177         | 沙鹿－龍東派出所                             | 巨業交通                     | 2015年12月1日與175、176整併為677 |
| 199         | 僑光科技大學－龍井區公所                     | 全航客運→ 捷順交通           | 2016年9月13日轉讓捷順交通營運 2023年12月16日轉讓統聯客運、台中客運代駛，2024年5月1日接駛後改號675                                                   |
| 200 *2      | 臺中女中－霧峰農會                           | 台中客運                     | 2022年7月1日改號為200跳蛙 |
| 201         | 新民高中－亞洲大學安藤館                     | 台中客運                     | 2022年7月1日改號為200 |
| 210         | 大甲－土城                                   | 豐原客運                     | 2024年2月1日轉讓睿奕交通營運，改號為市民小巴2，並調整行駛路線為（大甲－泰安車站）                                                                   |
| 210副       | 外埔－土城（一安定）                         | 豐原客運                     | 2014年11月17日與210整併為210 |
| 214         | 大甲－南埔                                   | 豐原客運                     | 2024年2月1日轉讓睿奕交通營運，改號為市民小巴3，並調整行駛路線為（大甲－麗寶樂園）                                                                   |
| 216         | 大甲體育場－大安港                           | 豐原客運                     | 2024年2月1日停駛 |
| 217         | 豐原－內埔                                   | 豐原客運                     | 2017年9月25日停駛 |
| 221         | 豐原－中正公園                               | 豐原客運                     | 2014年9月1日停駛 |
| 222         | 豐原－中正公園－豐原球場                     | 豐原客運                     | 2017年4月1日暫時停駛，改採計程車營運 |
| 225         | 豐原－太平里                                 | 豐原客運                     | 2017年2月1日停駛 |
| 226         | 下后里－太平里                               | 豐原客運                     | 2024年2月1日轉讓睿奕交通營運，改號為市民小巴4，226延改號為市民小巴4延                                                                               |
| 228         | 豐原東站－僑光科技大學                       | 豐原客運→ 豐榮客運           | 2017年11月1日轉讓豐榮客運營運，并調整行駛路線為（豐原東站－僑光科技大學－大鵬國小）。 2023年10月1日轉讓巨業交通營運，改號528                        |
| 229         | 豐原東站－僑光科技大學－朝馬                 | 豐原客運                     | 2020年8月19日轉讓中鹿客運營運，改號529 |
| 230         | 豐原－新                                     | 豐原客運                     | 2014年9月1日停駛 |
| 231         | 豐原－圳堵                                   | 豐原客運                     | 2014年9月1日停駛 |
| 236         | 豐原東站－三民路－沙鹿                       | 豐原客運                     | 2018年2月14日與238整併為238 |
| 240         | 豐原東站－忠義里（中科實驗高中）             | 豐原客運                     | 2018年4月4日停駛 |
| 242         | 高鐵臺中站－吉星社區                         | 四方客運                     | 2023年10月17日轉讓統聯客運代駛，2024年3月18日接駛                                                                                                   |
| 243         | 東山高中－亞洲大學安藤館                     | 四方客運                     | 2023年10月17日轉讓台中客運代駛，2024年3月1日接駛 |
| 245         | 亞大醫院－頂街(大肚運動公園)                 | 四方客運                     | 2023年10月17日轉讓台中客運代駛，2024年3月1日接駛 |
| 248         | 新烏日車站－修平科技大學                     | 四方客運                     | 2023年10月17日轉讓台中客運代駛，2024年3月1日接駛 |
| 249         | 臺中車站（民族路口）－修平科技大學           | 四方客運                     | 2023年10月17日轉讓全航客運代駛，2024年3月1日接駛 |
| 256         | 卓蘭－明正里－水尾                           | 豐原客運                     | 2016年2月1日停駛 |
| 257         | 卓蘭－明正里                                 | 豐原客運                     | 2016年2月1日停駛 |
| 259         | 東勢－和平                                   | 豐原客運                     | 2014年7月1日停駛 實際上改號為821 |
| 262         | 東勢－埤頭里                                 | 豐原客運                     | 2017年8月1日暫時停駛，改採計程車營運 |
| 268         | 谷關－上谷關                                 | 豐原客運                     | 2014年7月1日停駛 |
| 281         | 臺中火車站－霧峰國小                         | 豐原客運                     | 2013年8月30日轉讓中台灣客運營運，并調整行駛路線為（臺中火車站－霧峰農工）                                                                           |
| 282         | 桐林－霧峰國小                               | 豐原客運                     | 2013年8月30日與原283整併後，轉讓中台灣客運營運，改為282路（桐林－南勢）                                                                             |
| 283 *1      | 南勢－霧峰國小                               | 豐原客運                     | 2013年8月30日與原282整併後停駛。 |
| 283*2       | 霧峰－大里仁愛醫院                           | 仁友客運                     | 2022年12月1日轉讓中鹿客運代駛，2024年10月1日接駛 |
| 285         | 臺中二中－大里－崁頂                         | 豐原客運                     | 2018年6月1日轉讓東南客運營運，并調整行駛路線為（新建國市場－竹仔坑）                                                                                |
| 289         | 臺中二中－東平社區                           | 豐原客運                     | 2022年4月29日轉讓國光客運營運 |
| 290         | 臺中火車站－沙鹿                             | 豐原客運                     | 2013年8月30日轉讓台中客運營運 |
| 291         | 臺中火車站－沙鹿－臺中港郵局                 | 豐原客運                     | 2013年10月16日停駛 |
| 352         | 中科管理局－大肚                             | 全航客運→ 四方客運           | 2017年6月20日轉讓四方客運營運，并調整行駛路線為（中科管理局－大肚） 2023年10月17日轉讓中鹿客運代駛，2024年2月16日接駛                               |
| 354         | 臺中榮總－僑光科技大學                       | 台中客運→ 四方客運           | 2016年5月1日轉讓四方客運營運，并調整行駛路線為（僑光科技大學－東海路思義教堂） 2023年10月17日轉讓統聯客運代駛，2024年3月18日接駛                    |
| 355         | 臺中區監理所（遊園路）－西苑高中             | 四方客運                     | 2023年10月17日轉讓中鹿客運代駛，2024年2月16日接駛                                                                                                   |
| 356         | 臺中榮總－大慶火車站                         | 台中客運→ 捷順交通           | 2016年5月1日轉讓捷順交通營運 2023年12月23日停駛 |
| 357         | 臺中榮總－嶺東科技大學－中台新村             | 台中客運→ 捷順交通           | 2016年5月1日轉讓捷順交通營運 2023年12月16日與69路繞線整併後轉讓台中客運代駛，2024年1月29日接駛                                                      |
| 358         | 嶺東高中－統聯朝馬站                         | 中台灣客運→ 仁友客運         | 2016年5月1日轉讓仁友客運營運，並調整行駛路線為（逢甲大學－嶺東高中） 2022年12月1日轉讓中鹿客運代駛，2024年10月1日接駛                               |
| 359         | 東海別墅－僑光科技大學－文心森林公園         | 統聯客運→ 捷順交通           | 2016年5月1日轉讓捷順交通營運 2023年12月23日停駛 |
| 365         | 高鐵臺中站－國安社區（宜寧中學）             | 四方客運                     | 2023年10月17日轉讓台中客運代駛 |
| 500         | 臺中車站（第一廣場）－忠義里                 | 台中客運                     | 2022年7月1日起改號500跳蛙 |
| 616         | 梧棲農會－大甲銅安厝                         | 臺中快捷巴士                 | 2016年7月1日轉讓東南客運營運 |
| 617         | 梧棲農會－新烏日火車站                       | 臺中快捷巴士→ 仁友客運       | 2016年7月1日轉讓仁友客運營運 2016年10月1日轉讓中鹿客運營運                                                                                          |
| 655         | 嶺東科技大學－高美溼地                       | 中鹿客運                     | 2021年1月7日停駛 |
| 688         | 清水車站－臺中港旅客服務中心                 | 巨業交通                     | 2024年6月7日起111與688路調整，688路改號為688副 |
| 700         | 豐原高中－明德高中                           | 台中客運 全航客運            | 2022年7月1日起改號700跳蛙 |
| 701         | 豐原東站－新建國市場                         | 中台灣客運                   | 2022年7月1日起改號為700 |
| 200 *1→ 771 | 愛心家園－社口－豐原                         | 豐原客運                     | 2016年11月1日改號771，2017年2月7日停駛 |
| 800         | 捷運北屯總站－仁友停車場                     | 中鹿客運                     | 2021年4月26日改號綠1 |
| 811         | 豐原轉運中心－大甲體育場                     | 捷順交通                     | 2023年12月16日轉讓台中客運、中台灣客運代駛，2024年5月1日接駛                                                                                        |
| 812         | 后里東站-文武公園                            | 中鹿客運                     | 2023年6月1日：812、813路112年6月1日起路線整併。 |
| 900         | 光明國中－豐原高中                           | 豐原客運                     | 2022年7月1日起改號900跳蛙 |
| 920         | 八方國際夜市－育賢環中東/西路口              | 捷順交通                     | 2023年12月16日轉讓中台灣客運代駛，2024年4月1日接駛                                                                                                  |
| 922         | 北屯區行政大樓－中臺科技大學校區             | 四方客運                     | 2023年10月17日轉讓全航客運代駛，2024年3月1日接駛 |
| 956         | 豐原東站－光華高工                           | 捷順交通                     | 2023年12月16日轉讓中台灣客運代駛，2024年4月1日接駛                                                                                                  |

### 區間車
| 路線號碼 | 取消前營運區間 | 區間車性質 | 經營業者   | 取消狀況                                                               |
| -------- | --- | ---------- | ---------- | ---------------------------------------------------------------------- |
| 9區      | 大雅→三田國小 | 通勤       | 台中客運   | 2022年7月1日起改號為500延區1                                           |
| 14副區   | 大雅→干城站 | 通勤       | 台中客運   | 2016年8月29日停駛                                                      |
| 20區     | 20區：干城站→東山高中 20區2：大坑9號步道→干城站                                                                   | 通勤       | 中台灣客運 | 20區：2022年8月18日停駛 20區2：2023年8月30日停駛                       |
| 35區     | 中友百貨－南區區公所                                                                                              | 通勤       | 台中客運   | 2016年8月29日停駛                                                      |
| 53區     | 文心市政路口－文心路 －省議會                                                                                     | 通勤       | 統聯客運   | 2021年4月26日整併為綠3路線                                             |
| 54區     | 黎明新村←明道中學                                                                                                 | 通勤       | 台中客運   | 2013年10月停駛（日期待查）                                             |
| 57區     | 下坪頂←梧棲觀光漁港                                                                                               | 通勤       | 台中客運   | 2015年7月8日停駛                                                       |
| 58區     | 58區1：北屯區行政大樓→中山醫學大學 58區2：明德高中→潭子勝利運動公園                                               | 通勤       | 全航客運   | 2024年8月30日停駛                                                      |
| 70區     | 鎮平環中路口－高鐵臺中站                                                                                          | 活動       | 台中客運   | 配合臺中地景藝術節活動行駛的區間車，行駛至2015年3月29日                |
| 75區     | 臺中車站－臺中榮總                                                                                                | 通勤       | 統聯客運   | 2016年8月30日停駛                                                      |
| 82區     | 中友百貨－高鐵臺中站                                                                                              | 通勤       | 台中客運   | 2014年4月21日停駛                                                      |
| 83區     | 統聯朝馬站－新民高中                                                                                              | 通勤       | 統聯客運   | 2011年9月1日合併為86，並延伸至東海別墅，原統聯朝馬站的端點廢除         |
| 100區    | 中山路一巷口→亞洲大學                                                                                             | 通勤       | 台中客運   | 2015年8月31日停駛                                                      |
| 111區    | 111區：清水車站(中正街)－清水鬼洞 111區1：清水車站(中正街)－清水高中(中山路) 111區2：清水高中(中山路)－－清水鬼洞 | 活動       | 巨業交通   | 配合市民野餐日，2023年11月26日行駛                                     |
| 132區    | 臺中火車站－朝陽科技大學                                                                                          | 通勤       | 台中客運   | 2014年9月1日停駛                                                       |
| 159區    | 科學博物館－高鐵臺中站                                                                                            | 活動       | 統聯客運   | 配合臺灣燈會活動行駛的區間車，行駛至2015年3月15日                      |
| 166區    | 高鐵臺中站－沙鹿                                                                                                  | 活動       | 巨業交通   | 配合臺灣燈會活動行駛的區間車，行駛至2015年3月15日                      |
| 168區    | 904：坪頂→鹿寮→大甲 905：沙鹿→鹿寮→大甲                                                                           | 通勤       | 巨業交通   | 904：2014年8月18日停駛 905：2015年7月8日改號305區（938）               |
| 169區    | 906：沙鹿－梧棲－清水 908：中港澄清醫院－梧棲－清水 910：祿清宮→梧棲→清水 915：靜宜大學－梧棲－清水               | 通勤       | 巨業交通   | 908、910：2015年7月8日停駛 906、915：2015年7月8日改號306區（939、940） |
| 175區    | 二號橋→沙鹿 | 通勤       | 巨業交通   | 2016年2月15日改號677區                                                 |
| 252區    | 東勢－遊客中心 遊客中心－大雪山森林遊樂區                                                                         | 通勤       | 豐原客運   | 2020年10月1日停駛                                                      |
| 280區    | 臺中二中－一江橋                                                                                                  | 通勤       | 豐原客運   | 2016年8月29日停駛                                                      |

### 捷運接駁公車

#### 綠線接駁公車
| 路線號碼 | 取消前之最後營運區間               | 經營業者 | 取消狀況                                          |
| -------- | ---------------------------------- | -------- | ------------------------------------------------- |
| 綠3N     | 省議會→臺中市議會                  | 統聯客運 | 2021年8月30日停駛                                 |
| 綠3S     | 臺中市議會→省議會                  | 統聯客運 | 2023年8月30日併入綠3主線                          |
| 綠4      | 宜寧中學（東大路）－捷運文心中清站 | 四方客運 | 2023年10月17日轉讓統聯客運代駛，2024年3月18日接駛 |

### 機場接駁公車
| 路線號碼 | 取消前之最後營運區間                         | 經營業者 | 取消狀況            |
| -------- | -------------------------------------------- | -------- | ------------------- |
| A1       | 臺中國際機場－新烏日車站－五權西路－臺中公園 | 捷順交通 | 2022年4月29日起停駛 |
| A2       | 臺中國際機場－台灣大道－國光臺中轉運站       | 國光客運 | 2022年4月29日起停駛 |
| A3       | 臺中國際機場－國光水湳站－逢甲夜市           | 國光客運 | 2022年4月29日起停駛 |

## 臨時路線

### 高潛力公車
| 路線號碼 | 取消前營運區間     | 經營業者 | 取消狀況           |
| -------- | ------------------ | -------- | ------------------ |
| 棕線     | 科博館－干城       | 台中客運 | 2004年1月1日改號71 |
| 綠線     | 嶺東學院－民俗公園 | 仁友客運 | 2004年1月1日改號72 |
| 藍線     | 朝馬－干城         | 統聯客運 | 2004年1月1日改號73 |
| 黃線     | 朝馬－樂成公園     | 統聯客運 | 2004年1月1日改號75 |
| 橘線     | 朝馬－舊社公園     | 統聯客運 | 2004年1月1日改號77 |
| 紅線     | 朝馬－大慶車站     | 統聯客運 | 2004年1月1日改號79 |

### TTJ捷運公車(2009/05/18~2010/12/31)
- 本段落所列路線皆屬專案路線，屬於獨立路權，目前所存在之50~56、58路均為另外招標之路權。

| 路線號碼 | 取消前營運區間                                            | 經營業者          | 取消狀況 |
| --- | --------------------------------------------------------- | ----------------- | --- |
| 51 | 干城－文化中心－臺中一中－干城 （2009英才雙十線）         | 彰化客運          | 2010年1月1日轉讓豐原客運營運 並調整路線為莒光新城－屯區藝文中心                                                                                |
| 52 | 中興大學－空軍醫院－台中高農－中興大學 （2009忠明進化線） | 統聯客運          | 2010年1月15日轉讓彰化客運營運 |
| 54 | 曉明女中－豐樂公園 （2010黎明幹線）                       | 台中客運          | 2011年1月1日轉讓和欣客運營運， 2012年3月1日轉回台中客運營運 轉讓和欣客運營運路線改為下港尾－明道中學，轉回台中客運營運路線仍維持原線           |
| 55 | 舊社公園－大里市立圖書館 （2010北屯國光大里線）           | 統聯客運          | 2011年1月1日路線一分為二 北段轉讓豐原客運營運 - 調整路線為55路臺中地方法院—豐原 南段由統聯客運營運 - 調整路線為50路新民高中—九二一地震教育園區 |
| 57 | 綠川東站－東海別墅 （2009中港幹線）                       | 統聯客運 台中客運 | 2010年1月1日停駛（被83路、88路取代） 2011年5月1日復駛，起訖點變更為新民高中－梧棲漁港，並由台中客運營運。                                      |
| 註：「空軍醫院」現為國軍臺中總醫院中清分院、「台中高農」現為中興大學附設台中高農、「大里市立圖書館」現為大里區立圖書館 |                                                           |                   | |

### BRT藍線接駁公車(2014/07/28~2015/07/07)
- 臺中市公車原設有BRT接駁路線共計有11條，聯營共1條，分別由5間客運業者負責營運，隨BRT於2015/07/08起轉型成300路後，BRT接駁公車亦已全數改號。

| 路線編號 | 取消前營運區間                           | 經營業者                   | 取消狀況 |
| -------- | ---------------------------------------- | -------------------------- | --- |
| 藍1      | 統聯轉運站－臺中工業區                   | 統聯客運                   | 2015年7月8日起改號351 |
| 藍2      | 臺中火車站－臺中火車站 （綠能環線街車）  | 台中客運 全航客運 豐原客運 | 2015年7月8日起改號11 |
| 藍3      | 坪頂－龍井－大肚                         | 全航客運                   | 2015年7月8日起改號352 |
| 藍5      | 巨業沙鹿站－天母櫻城                     | 巨業交通                   | 2015年7月8日起改號353 |
| 藍6      | 正英臺灣大道口－鹿寮－大甲               | 巨業交通                   | 2015年7月8日起與168整併 |
| 藍6區    | 正英臺灣大道口→鹿寮→清水                 | 巨業交通                   | 2015年7月8日停駛 |
| 藍7      | 弘光科技大學－五權路－港區藝術中心       | 台中客運                   | 2015年7月8日起與88整併 |
| 藍9      | 臺中區監理所─僑光科技大學                | 台中客運                   | 2015年7月8日起改號323，且恢復原106路路線（台中火車站－台中監理所）， 且原（台中榮總－僑光科技大學）之區間改號354                |
| 藍9區    | 坪頂→僑光科技大學                        | 台中客運                   | 2015年7月8日起變更區間323區（東海別墅→台中火車站）                                                                              |
| 藍10     | 臺中都會公園－大慶火車站                 | 台中客運                   | 2015年7月8日起改號324，且恢復原146路路線（新民高中－遠東街－台中都會公園）， 且原（台中榮總－大慶火車站）之區間改號356          |
| 藍10區   | 臺灣大道玉門路口－臺中都會公園           | 台中客運                   | 僅於2014年11月1日行駛(台中市社區照顧關懷據點成果展活動)                                                                         |
| 藍11     | 大肚火車站－嶺東科技大學                 | 台中客運                   | 2015年7月8日起改號325，且恢復原147路路線（台中火車站－坪頂－大肚火車站）， 且原（台中榮總－嶺東科技大學）之區間改號為357        |
| 藍12     | 正英臺灣大道口－鰲峰路－港區藝術中心     | 統聯客運                   | 2015年7月8日起與83整併 |
| 藍12區   | 弘光科技大學－鹿寮國中                   | 統聯客運                   | 2014年9月15日停駛 |
| 藍13     | 文心森林公園－臺中港港務大樓－關連工業區 | 統聯客運                   | 2015年7月8日起改號308，且恢復原87路路線（新民高中－臺中港港務大樓－關連工業區）， 且原（文心森林公園－東海別墅）之區間改號為359 |

### Easy Bus 便利公車、Free Bus 免費公車
| 路線號碼  | 取消前營運區間               | 經營業者           | 取消狀況                                               |
| --------- | ---------------------------- | ------------------ | ------------------------------------------------------ |
| Easy Bus  | 大智公園－太原車站           | 台中客運、仁友客運 | 台中客運停駛（停駛日不明），仁友客運改號為12(現已停駛) |
| Free Bus1 | 臺中火車站－朝馬轉運站預定地 | 台中客運           | 2003年4月30日停駛                                      |
| Free Bus2 | 林新醫院－朝馬轉運站預定地   | 台中客運           | 2003年1月31日停駛                                      |
| Free Bus3 | 僑光－朝馬轉運站預定地       | 台中客運           | 2003年3月5日停駛                                       |